# Nicolò Dorigati
Nicolò Dorigati (Trento, 1662 – 1750) è stato un pittore italiano attivo in area trentina.

## Biografia
Nicolò Dorigati è nato a Trento nel 1662. Dopo un periodo di apprendistato presso Carlo Cignani, forse nel periodo forlivese, è stato attivo come pittore tra il 1689 e il 1736.
Tra le sue prime opere si ricordano il Ritratto del principe vescovo di Trento Giuseppe Vittorio Alberti d'Enno e la pala dell'Addolorata per il Duomo di Trento, oggi perduta, ma incisa nel 1756 da Cristoforo Dall'Acqua, oltre alla tela Miracolo di San Nicola da Tolentino, dipinta per la chiesa di San Marco di Trento e oggi collocata nella chiesa parrocchiale di Terres in val di Non.
Ricevette numerose commissioni dal canonico e mecenate ecclesiastico Carlo Ferdinando Lodron, grazie al quale ebbe un considerevole successo. Per lui ha realizzato opere destinate, oltre al già citato Duomo, alla chiesa dell'Annunziata e quella di Santa Croce a Lodrone, nella bassa Valle del Chiese (allora feudo dei Lodron). Realizzò inoltre sette dipinti conservati nel Santuario della Comparsa di Montagnaga.
La sua creatività raggiunge l'apice "nella complessa struttura compositiva e in tutte le particolarità del [...] devoto simbolismo religioso" della pala dell'Assunta nella chiesa pievana di Santa Maria Assunta di Villa Lagarina, sul modello dei Carracci e di Pietro Ricchi.
Il suo stile risente dell'influenza, oltre che del Cignani, anche di Giuseppe Alberti.

## Opere

### Datate

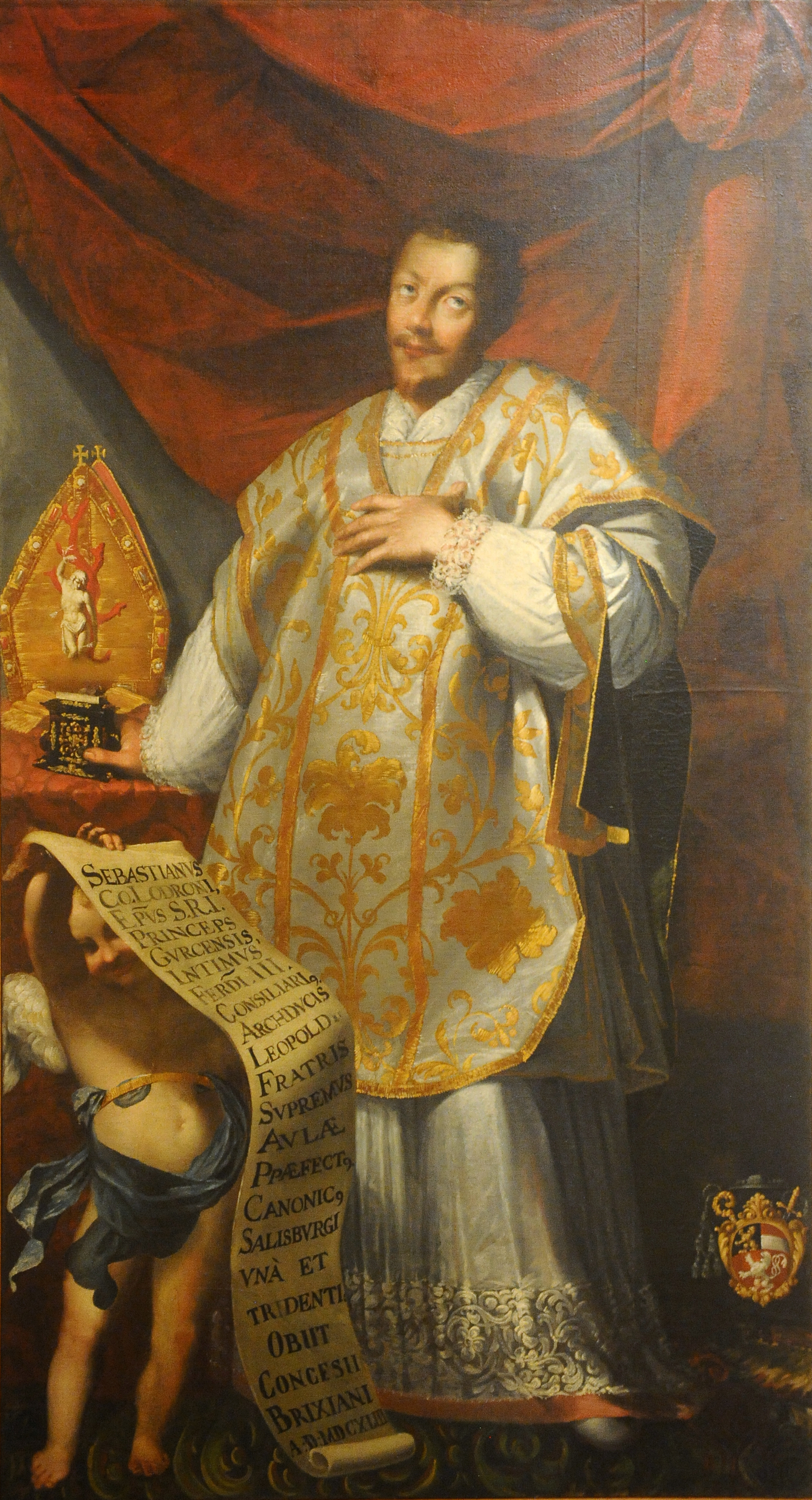
Ritratto di Sebastiano Lodron, Museo Diocesano Tridentino, sede di Villa Lagarina.

- Madonna con il Bambino che incorona Santa Brigida, e un'altra santa, San Floriano, San Rocco e San Nicola di Mira (pala maggiore della chiesa di Santa Brigida di Romagnano, circa 1690)
- Ritratto del principe vescovo di Trento Giuseppe Vittorio Alberti d'Enno (1692)
- Addolorata (1693, perduta)
- Addolorata con lo stemma Lodron (chiesa dei Santi Filippo e Giacomo nuova di Sardagna, 1695)
- Ultima cena (1696)
- Assunta (pala maggiore della chiesa di Santa Maria Assunta di Villa Lagarina, databile tra 1696 e 1700)
- pala di San Valentino (chiesa dell'Assunta di Dasindo, 1695-1708)
- pala Madonna, il Bambino e i Santi Vigilio, Massenza, Adalpreto e Simonino (museo diocesano tridentino, 1718)
- ritratti degli ecclesiastici Francesco, Giovanni Battista e Carlo Ferdinando Lodron (sacrestia della chiesa di Santa Maria Assunta di Villa Lagarina, 1722)
- ritratto di Sebastiano Lodron (sacrestia della chiesa di Santa Maria Assunta di Villa Lagarina, 1748)

### Non datate
- Miracolo di San Nicola da Tolentino (chiesa dei Santi Filippo e Giacomo di Terres)
- pala per l'altare della famiglia Lodron (duomo di Trento)
- Due tele con scene del ritrovamento della Vera Croce (santuario del Nome di Maria di Lodrone, già nell'ex chiesa di Santa Croce)